# Ougney
Ougney település Franciaországban, Jura megyében. Lakosainak száma 419 fő (2022. január 1.). Ougney Bresilley, Gendrey, Saligney, Taxenne, Thervay és Vitreux községekkel határos.

## Népesség
A település népességének változása:
| Lakosok száma | 182  | 230  | 267  | 290  | 332  | 361  | 375  | 395  | 405  | 419  |
|               | 1968 | 1982 | 1990 | 2006 | 2013 | 2015 | 2017 | 2019 | 2020 | 2022 |